# マニラトナム
マニラトナム（Maniratnam、タミル語: மணிரத்னம、1956年6月2日 - ）は、インドの映画監督、映画プロデューサー、脚本家。名前は「マニ・ラトナム（Mani Ratnam）」とも表記される。タミル語映画を中心にテルグ語映画、ヒンディー語映画、カンナダ語映画、マラヤーラム語映画で活動しており、インドで最も高い評価を受け、同時に商業的に成功した映画製作者として知られている。これまでに国家映画賞、フィルムフェア賞、フィルムフェア賞 南インド映画部門を受賞しており、2002年にはインド政府からパドマ・シュリー勲章を授与された。
1983年に『パッラヴィ・アヌ・パッラヴィ』で監督デビューした後、低迷期を経た1986年に製作した『沈黙の旋律』でタミル語映画界を代表する映画監督の地位を確立した。その後は『ナヤカン/顔役』『アンジャリ』『ダラパティ 踊るゴッドファーザー』『ロージャー』『ボンベイ』『ディル・セ 心から』『頬にキス』『PS1 黄金の河』『PS2 大いなる船出』などのヒット作を製作した。

## 生い立ち
1956年6月2日、マドゥライに暮らすタミル・バラモン家庭の次男として生まれる。父S・ゴーパーララトナムは映画配給業者としてヴィーナス・ピクチャーズで働いており、伯父の"ヴィーナス"・クリシュナムールティも映画プロデューサーとして活動していた。また、兄G・ヴェンカテーシュワランと弟G・シュリーニヴァーサンも映画プロデューサーとして活動しており、マニラトナムの監督作品にも携わっている。幼少期は兄弟や従兄弟と共にマドラスで暮らしたが、親たちは映画に対して否定的な考えを持っていたため、マニラトナムたちは映画を観ることを禁止されていた。これについて、彼は1994年に受けた取材の中で「子供のころ、映画を観るのは時間の無駄だと思っていました」と語っている。その後、ベサント神智学校に進学してから積極的に映画を観るようになり、このころに憧れの対象となったシヴァージ・ガネーサンやナーゲーシュの主演作を全作品観賞し、K・バーラチャンダルの熱心なファンになったという。ベサント神智学校卒業後はマドラス大学付属のラーマクリシュナ・ミッション・ヴィヴェーカーナンダ・カレッジで商学の学位を取得し、ボンベイ大学のジャムナラール・バージャージ経営大学院では金融経営学の学位を取得した。1977年に大学院を卒業してマドラスに帰郷し、同地の会社に就職して経営コンサルタントとして働き始めた。

## キャリア

### デビュー以前
マニラトナムは経営コンサルタントの仕事を「学業の延長」と感じて不満を抱いており、同時期に友人のラヴィ・シャンカル（B・R・パントゥルの息子）が監督デビュー作の製作を進めていることを知り、共通の友人ラーマン（S・バーラチャンダルの息子）と共に脚本家として製作に参加することになった。彼は脚本の執筆に専念するために経営コンサルタントの仕事を休業し、映画界での経験がなかった彼らは『アメリカン・シネマトグラファー』を参考に製作を進めていった。主要キャストにはヴィシュヌヴァルダン、シュリーナート、アンバリーシュ、ラクシュミー、ロージャー・ラーマニを起用し、マニラトナムはコーラールでの撮影が始まる前に経営コンサルタントの仕事を退職した。最終的に企画は中断してお蔵入りとなったが、これ以降もマニラトナムは映画製作者として活動を続けることを選択した。彼は大半のタミル語映画からは影響を受けることはなかったが、バーラティラージャの『16 Vayathinile』、K・バーラチャンダルの『世にも奇妙なラーガ』、マヘンドランの『Mullum Malarum』『Uthiripookkal』には「大きな感銘を受けた」と語っている。また、この時期に映画界での成功を目指すP・C・シュリーラーム、サンダナ・バーラティ、P・ヴァースと知り合い交流を深めた。
彼は映画界での成功を目指す中、自分が手掛けた脚本を著名な映画製作者に売り込み、彼らと仕事を共にする機会を得ようとしていた。この活動を通して知り合った映画製作者にはK・バーラチャンダル、バーラティラージャ、マヘンドランがいたが、彼らはマニラトナムの脚本に興味を示さなかったため、脚本に興味を示してくれるプロデューサーを探すようになった。最終的には20人ほどの関係者に接触したが、脚本に興味を示す人物には出会うことができなかった。しかし、この時に出会った人物の多くは、後にマニラトナムの監督作品にスタッフとして参加することになったという。

### 1983年 - 1985年
1983年にカンナダ語映画『パッラヴィ・アヌ・パッラヴィ』で監督デビューする。この脚本は元々英語で執筆したものだったが、伯父クリシュナムールティは予算の制限もあり、脚本をカンナダ語に書き替えることを条件に製作に参加したという。撮影監督にはマニラトナムがカメラワークに感銘を受けたバル・マヘンドラを起用し、主要スタッフにはB・レーニン（編集技師）、トーッター・ダラニ（プロダクションデザイナー）、イライヤラージャ（音楽監督）など成功を収めていた著名なスタッフを起用している。主人公には『Vamsa Vruksham』の演技に感銘を受けたアニル・カプールを起用し、ヒロインにはラクシュミーを起用した。『パッラヴィ・アヌ・パッラヴィ』は青年と年上女性との関係を描いた作品であり、興行成績は平均的な結果に終わったものの、マニラトナムはカルナータカ州映画賞 脚本賞を受賞するなど高い評価を得ている。その後、『Pallavi Anu Pallavi』に感銘を受けたN・G・ジョンに誘われたマニラトナムはマラヤーラム語映画『Unaroo』の監督を務めた。同作はケララ州の労働組合の腐敗を描いた作品であり、モーハンラールが主演を務め、2か月間の撮影を経て1984年に公開された。しかし、同作の興行成績は振るわず、マニラトナムは失敗の理由を「自分とプロデューサーとの利害関係の対立」と語っている。1985年にはT・G・テャーガラージャンに誘われ、ムラリとレーヴァティが出演する『Pagal Nilavu』の監督を務めてタミル語映画デビューした。同年にはチャールズ・チャップリンの『ライムライト』を参考にしたロマンティック・ドラマ映画『Idaya Kovil』を手掛けており、彼は完成した内容には満足していなかったものの興行的には大きな成功を収めている。この時期はマニラトナムのキャリアの中で最も苦難の時期であり、「満足する作品は『パッラヴィ・アヌ・パッラヴィ』だけであり、ほかの3本はすべて妥協の産物だった」と語っている。

### 1986年 - 1991年
1986年にレーヴァティとモーハンを起用した『沈黙の旋律』を手掛け、新婚夫婦の不和を題材にするなど都市部に暮らすタミル人の生活をリアルに描いたことが高く評価された。また、イライヤラージャの作曲した音楽も観客から絶賛され、テルグ語吹替版もアーンドラ・プラデーシュ州で人気を博している。同作でマニラトナムは国家映画賞 タミル語長編映画賞とフィルムフェア賞 タミル語映画部門監督賞を受賞し、映画監督としての名声を手に入れた。1987年にはカマル・ハーサンを起用した『ナヤカン/顔役』を手掛けて成功を収め、マニラトナムはインド全域で名前を知られるようになった。同作はフランシス・フォード・コッポラの『ゴッドファーザー』の影響を受けた作品であり、ヴァラダラージャン・ムダリアールの生涯を題材として、スラム街出身の孤児がムンバイ裏社会のドンに成り上がる主人公を描いている。『ナヤカン/顔役』は2005年に『タイム』のオールタイム映画100選に選出され、サタジット・レイのオプー三部作、グル・ダットの『渇き』に次ぐ快挙となった。批評家からは「『ゴッドファーザー』に対するインドからのアンサー」と評され、第35回国家映画賞で3部門（主演男優賞、撮影賞、美術賞）を受賞したほか、第60回アカデミー賞の外国語映画賞インド代表作品に選出された。1988年にはプラブとカールティクが演じる義兄弟を描いた『Agni Natchathiram』を手掛け、歌曲シーンの斬新なカメラワークが話題を集め、興行的な成功を収めた。
1989年はアッキネーニ・ナーガールジュナを起用したテルグ語映画『Geethanjali』を手掛け、同作はマニラトナムが唯一監督を務めたテルグ語映画として知られている。同作はアッキネーニ・ナーガールジュナとギリジャー・シェッタルが演じる末期癌を患う夫婦の悲劇を描いた作品であり、国家映画賞 健全な娯楽を提供する大衆映画賞を受賞したほか、マニラトナムもナンディ賞 原案賞を受賞した。1990年には自閉症の少女と、彼女によって人生を一変される家族の姿を描いた『アンジャリ』を手掛け、シャミリー、ラグヴァラン、レーヴァティが主要キャストを務めた。同作は興行的な成功を収め、第63回アカデミー賞の外国語映画賞インド代表作品に選出されている。1991年にはラジニカーントとマンムーティを起用したギャング映画『ダラパティ 踊るゴッドファーザー』を手掛け、同作は『マハーバーラタ』のカルナとドゥルヨーダナの友情をギャング映画に置き換えた作品となっている。『ダラパティ 踊るゴッドファーザー』は興行的な成功を収めたほか、マニラトナムの演出とイライヤラージャの音楽も絶賛され、それぞれフィルムフェア賞 南インド映画部門のタミル語映画部門監督賞とタミル語映画部門音楽監督賞を受賞している。

### 1992年 - 2001年
マニラトナムは『ダラパティ 踊るゴッドファーザー』を最後にイライヤラージャとのコンビを解消し、1992年に新人音楽監督A・R・ラフマーンを起用して『ロージャー』を手掛けた。同作はアルヴィンド・スワーミとマドゥーが主演を務め、カシミールのテロリズムを題材にした恋愛映画であり、複数の映画賞を受賞するなど成功を収めた。また、第18回モスクワ国際映画祭では聖ゲオルギー金賞にノミネートされ、『ロージャー』は複数の言語で吹替版が作られ、インド各地で興行的な成功を収めている。1993年には『Thiruda Thiruda』の監督を務めた。同作はラーム・ゴーパール・ヴァルマが脚本を手掛けたケイパー映画であり、これまでのマニラトナム監督作品とは一線を画す軽快な作風に仕上がっており、興行成績も好調だった。また、第19回トロント国際映画祭でプレミア上映されている。同年にはラーム・ゴーパール・ヴァルマの監督作品『Gaayam』で脚本を手掛けている。
1995年にはボンベイ暴動と1993年ボンベイ連続爆弾テロ事件を題材にした『ボンベイ』を手掛け、アルヴィンド・スワーミとマニーシャ・コイララが宗派対立に翻弄されるヒンドゥー教徒とムスリムの夫婦を演じている。同作はヒンドゥー教徒とムスリムの結婚に焦点を当てた最初のインド映画であり、公開直後から大きな論争を巻き起こした。マニラトナムも論争に巻き込まれ、批判派からイスラーム過激派だと疑われたことで自宅に手製爆弾を投げ込まれ負傷する事件が発生している。映画自体はヒンディー語吹替版が製作され興行的・批評的な成功を収めており、ナルギス・ダット賞 国民の融和に関する長編映画賞、政治映画協会賞 特別賞、エルサレム国際映画祭魂の自由賞、エディンバラ国際映画祭ガラ賞など多くの映画賞を受賞している。また、同年には妻スハーシニ・マニラトナムの監督デビュー作『インディラ』で脚本を手掛けている。
1997年はモーハンラール、アイシュワリヤー・ラーイ、タッブー、プラカーシュ・ラージを起用した『ザ・デュオ』を手掛けて興行的な成功を収め、ベオグラードで開催されたベオグラード映画祭では作品賞を受賞している。1998年には『ロージャー』『ボンベイ』に続くテロリズム三部作の最終作『ディル・セ 心から』を手掛け、シャー・ルク・カーンとマニーシャ・コイララが主演を務めた。同作はジャーナリストの男性とテロリストとして育てられた女性の恋愛を描いた作品であり、A・R・ラフマーンが作曲した音楽は観客から好評を博し、彼はフィルムフェア賞 音楽監督賞を受賞している。その一方、批評家からの評価は芳しくなく興行収入も低調だったが、海外市場では成功を収めている。同作は第49回ベルリン国際映画祭でアジア映画賞を受賞し、現在ではカルト的人気を得ている。2000年はR・マーダヴァンとシャーリニ・アジットを起用した『ウェーブ』を手掛けて批評家から高い評価を受け、第63回ベルリン国際映画祭でも上映された。この時期にはヴァサントと共に生涯を持つ女性や子供の支援団体ザ・バニヤンを支援するため、ミュージカル『Netru Indru Naalai』の企画を手掛けている。

### 2002年 - 2012年

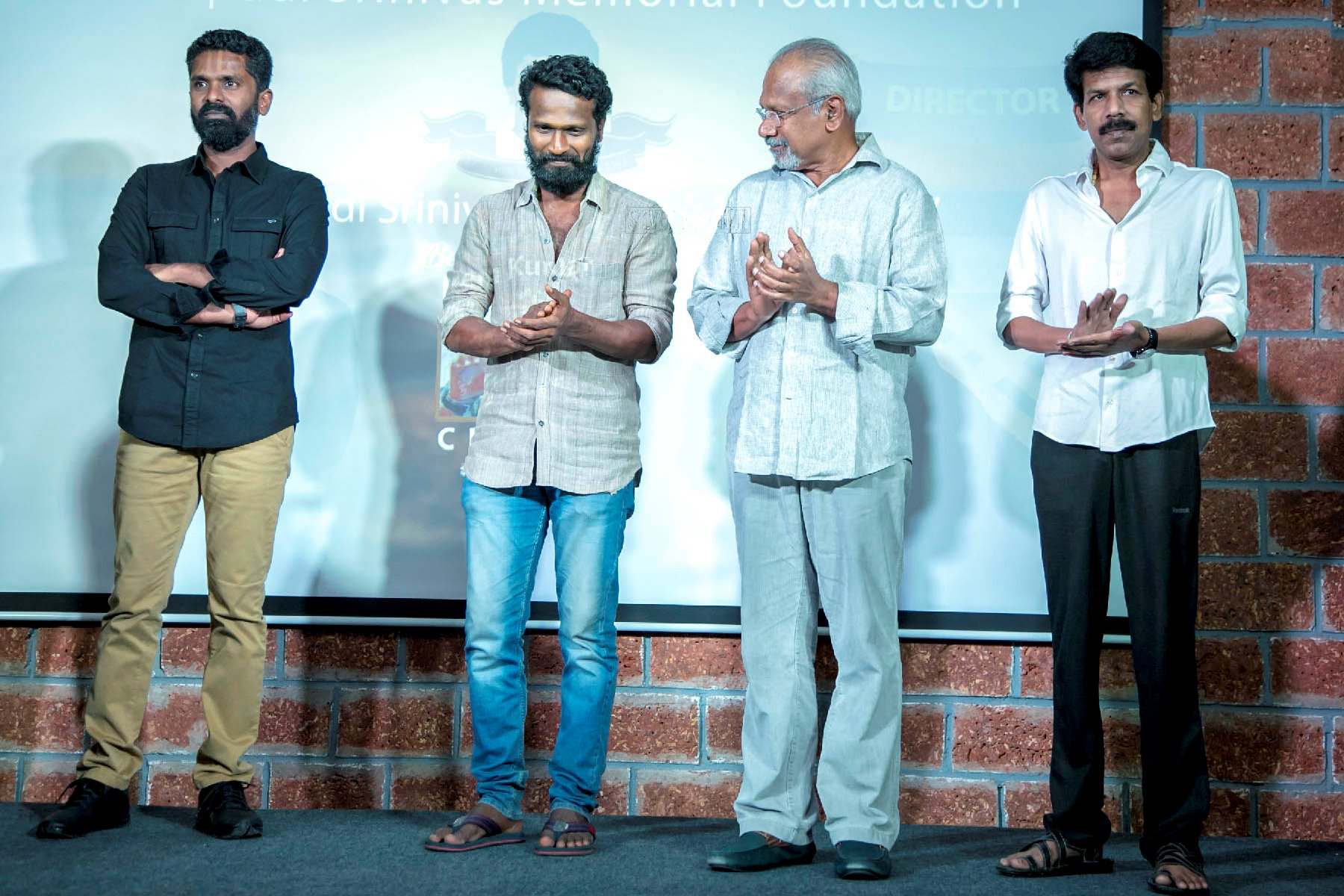
ゴーラプディ・シュリーニヴァス賞授賞式に出席するC・プレームクマール、ヴェトリマーラン、マニラトナム、バーラー（2019年）

2002年は『頬にキス』を手掛け、インド人夫婦の養子となったスリランカ系タミル人の子供が実母に会うために内戦下のスリランカに向かう姿を描いている。同作は興行的・批評的な評価を収め、第50回国家映画賞で6部門（タミル語長編映画賞、子役賞、音楽監督賞、作詞賞、音響賞、編集賞）を受賞したほか、エルサレム国際映画祭魂の自由賞、インディアン・フィルム・フェスティバル・ロサンゼルスでも作品賞を受賞している。2004年には3人の青年の人生がある事件をきっかけに交錯する『Aayutha Ezhuthu』を手掛けて好評を博し、同時にヒンディー語で製作した『Yuva』も公開された。タミル語版『Aayutha Ezhuthu』ではスーリヤ、R・マーダヴァン、シッダールトが主演を務め、ヒンディー語版『Yuva』ではアジャイ・デーヴガン、アビシェーク・バッチャン、ヴィヴェーク・オベロイが主演を務めている。『Aayutha Ezhuthu』の撮影中、マニラトナムが心臓発作を起こして病院に搬送されるトラブルが発生している。
2007年は実業家ディルバイ・アンバニの生涯を題材にした『Guru』を手掛け、アビシェーク・バッチャンとアイシュワリヤー・ラーイ・バッチャンが主演を務めている。同作は興行的・批評的な成功を収め、第60回カンヌ国際映画祭でも上映された。2010年にはヴィクラム、アイシュワリヤー・ラーイ・バッチャン、プリトヴィラージ・スクマーランを起用した『ラーヴァン』（タミル語版、ヒンディー語版を同時製作）を手掛け、第63回カンヌ国際映画祭ではプロモーションの一環としてファーストルック・が公開された。タミル語版は『Villain』のタイトルでテルグ語吹替版が製作され、それぞれ2010年6月18日に公開された。同作は『ラーマーヤナ』を題材にしており、森で暮らす革命家が妹の復讐をするために警官の妻を誘拐した14日間を描いた作品であり、タミル語版は批評家から高い評価を得て興行的にも成功を収めている。一方、ヒンディー語版は酷評され、ラジーヴ・マサンドは「まったくもって期待外れな映画だった」と批評している。

### 2013年 - 現在

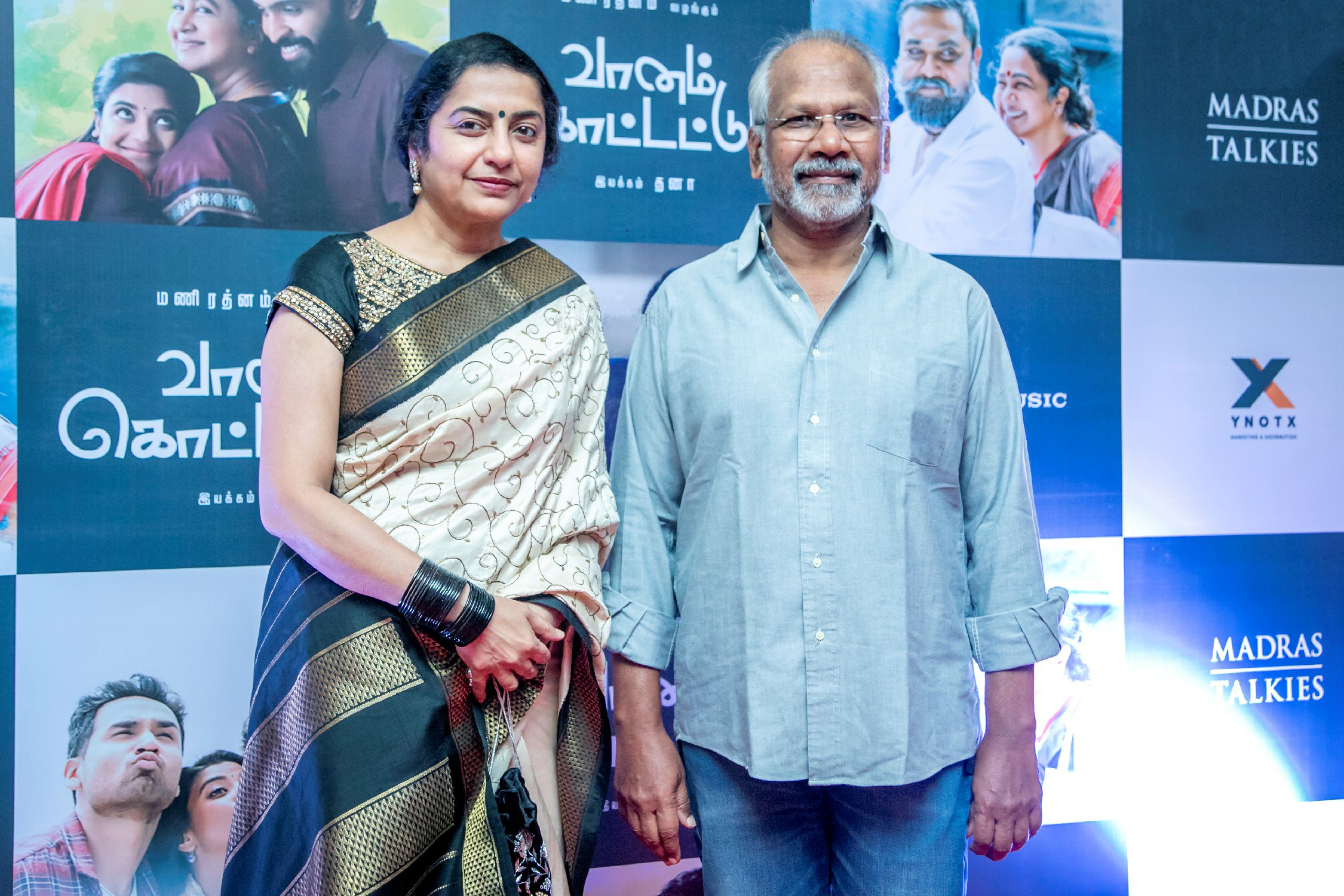
『Vaanam Kottattum』オーディオリリース・イベントに出席するマニラトナム夫妻（2020年）

2013年は『Kadal』を手掛けるが批評家からは酷評され、興行成績も振るわなかった。この結果、配給会社は「マニラトナムによって莫大な損害を被った」として訴訟を起こしている。2015年にはドゥルカル・サルマーンとニティヤ・メーノーンを起用した『O Kadhal Kanmani』を手掛け、主要スタッフとしてP・C・シュリーラーム、A・シュリーカル・プラサード、A・R・ラフマーンが参加している。同作はムンバイで暮らす同棲カップルの姿を通して結婚についての伝統的な価値観を描いており、「インドの都市部における現在の価値観を反映した作品」と評された。製作費は6000万ルピーという低予算の映画だったが、批評家から高い評価を受け、興行的にも成功を収めている。2017年はカールティ、アディティ・ラーオ・ハイダリー、R・J・バーラージを起用した『吹き渡る風に』を手掛け、カルギル戦争に従軍したパイロットがかつての恋を振り返る姿を描いている。同作の評価は混合的で、興行成績も平均的な結果に終わった。
2018年には『Chekka Chivantha Vaanam』を手掛け、アルヴィンド・スワーミ、アルン・ヴィジャイ、ヴィジャイ・セードゥパティ、シランバラサン、プラカーシュ・ラージが出演している。同作は父の急死をきっかけに犯罪組織の首領の座を争う3人の息子を描いた犯罪映画であり、批評家から好意的な評価を得ており、興行的にも成功を収めている。2022年にはカルキ・クリシュナムールティの『ポンニ河の息子』を原作とした叙事詩的映画『PS1 黄金の河』を手掛け、ヴィクラム、カールティ、ジェヤム・ラヴィ、アイシュワリヤー・ラーイ・バッチャン、トリシャー・クリシュナン、R・サラトクマールが出演している。同作はマニラトナムとスバースカラン・アッリラージャーが経営するマドラス・トーキーズとライカー・プロダクションズの共同製作作品であり、主要スタッフとしてA・R・ラフマーン、ラヴィ・ヴァルマン、A・シュリーカル・プラサードが参加している。当初は『偉大なるムガル帝国』のように1本の映画として企画が進んでいたが、全5巻の原作を忠実に映像化するため最終的に二部作で製作されることになった。『PS1 黄金の河』は興行的な成功を収め、第68回フィルムフェア賞 南インド映画部門ではタミル語映画部門作品賞、タミル語映画部門監督賞を受賞している。2023年に公開された後編『PS2 大いなる船出』も興行的な成功を収め、第69回フィルムフェア賞 南インド映画部門ではタミル語映画部門作品賞、タミル語映画部門監督賞にノミネートされた。

## 製作スタイル

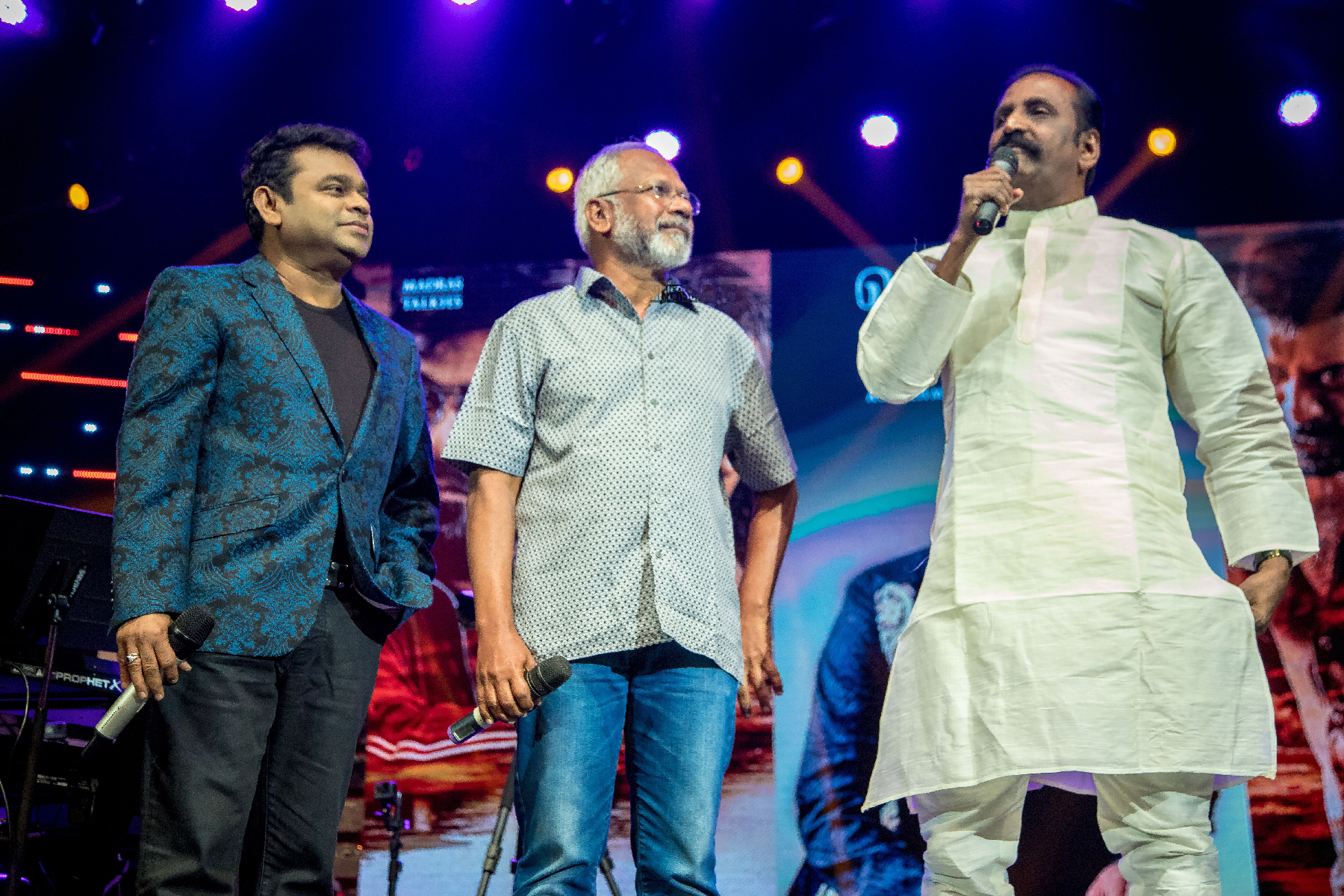
『Chekka Chivantha Vaanam』オーディオリリース・イベントに出席するA・R・ラフマーン、マニラトナム、ヴァイラムトゥ（2018年）

マニラトナムはK・バーラチャンダル、シヴァージ・ガネーサン、グル・ダットの作品を観て育ち、映画監督として黒澤明、マーティン・スコセッシ、クシシュトフ・キェシロフスキ、イングマール・ベルイマン、マヘンドランから強い影響を受けている。彼はデビュー以前に撮影スタッフとして下積みを経験したことがなく、その点で同時代の映画製作者とは異なる経歴の持ち主である。映画監督としては社会的・政治的なメッセージ性を帯びた作品を数多く手掛けているが、これは「芸術性と商業性を融合した作品を生み出したい」という考えからきており、長年にわたり批評家からの称賛と商業的な成功の両方を手にしている。こうして作り出された作品は『ナヤカン/顔役』『ボンベイ』『ザ・デュオ』のように実際の事件を題材にしたものと、『ダラパティ 踊るゴッドファーザー』『ラーヴァン』のようにインド神話を題材にしたものに大別される。
監督作品ではキャスティングについても高い評価を得ており、これについて「私は、自分で演じて見せるような監督ではありません。キャラクターやシーンについて俳優たちと語り合い、彼らに命を吹き込んでもらうのです」と語っている。また、キャリアの初期から撮影・美術・音楽などの分野で注目を集めることが多く、デビュー作『パッラヴィ・アヌ・パッラヴィ』ではバル・マヘンドラ、トーッター・ダラニ、B・レーニン、イライヤラージャといった著名な技術者を起用している。無名時代に知り合ったP・C・シュリーラームとは『Geethanjali』まで共に仕事をしており、1991年に手掛けた『ダラパティ 踊るゴッドファーザー』では新人のサントーシュ・シヴァン、スレーシュ・ウルスを起用し、2人はこれ以降の監督作品の常連スタッフとなった。サントーシュ・シヴァンは『ラーヴァン』撮影の際に「マニと仕事をすれば、どんなカメラマンでも技術を磨くことができるでしょう」と語っており、マニラトナム監督作品での撮影の難しさについて指摘している。音楽面では『パッラヴィ・アヌ・パッラヴィ』から『ダラパティ 踊るゴッドファーザー』までの作品でイライヤラージャを起用していたが、1992年に手掛けた『ロージャー』では新人のA・R・ラフマーンを起用し、これ以降の監督作品では彼が常連スタッフとなった。撮影面ではマドゥ・アンバット、ラージーヴ・メーナン、ラヴィ・K・チャンドラン、V・マニカンダン、ラヴィ・ヴァルマンを起用しており、このうち最も仕事を共にしているのはP・C・シュリーラームとサントーシュ・シヴァンの2人である。また、編集面ではA・シュリーカル・プラサードが常連スタッフとなっている。

## 私生活
1988年8月26日にチャールハーサンの娘スハーシニと結婚し、息子をもうけた。夫婦はアルワルペットに居住し、映画製作会社マドラス・トーキーズを共同で経営している。

## フィルモグラフィー

### 映画

#### 監督
| 年   | 作品                            | 言語           | 備考 | 出典            |
| ---- | ------------------------------- | -------------- | --- | --------------- |
| 1983 | パッラヴィ・アヌ・パッラヴィ    | カンナダ語     | | [ 110 ]         |
| 1984 | Unaroo                          | マラヤーラム語 | | [ 111 ]         |
| 1985 | Pagal Nilavu                    | タミル語       | | [ 111 ]         |
| 1985 | Idaya Kovil                     | タミル語       | | [ 111 ]         |
| 1986 | 沈黙の旋律                      | タミル語       | 国家映画賞 タミル語長編映画賞受賞 フィルムフェア賞 タミル語映画部門監督賞受賞 | [ 110 ]         |
| 1987 | ナヤカン/顔役                   | タミル語       | アカデミー外国語映画賞インド代表作品に選出 タイム誌オールタイム映画100選に選出 | [ 110 ]         |
| 1988 | Agni Natchathiram               | タミル語       | フィルムフェア賞タミル語映画部門作品賞受賞 | [ 112 ]         |
| 1989 | Geethanjali                     | テルグ語       | 国家映画賞 健全な娯楽を提供する大衆映画賞受賞 フィルムフェア賞 テルグ語映画部門監督賞受賞                                                                                                | [ 110 ]         |
| 1990 | アンジャリ                      | タミル語       | アカデミー外国語映画賞インド代表作品に選出 | [ 110 ]         |
| 1991 | ダラパティ 踊るゴッドファーザー | タミル語       | フィルムフェア賞タミル語映画部門監督賞受賞 | [ 110 ]         |
| 1992 | ロージャー                      | タミル語       | ナルギス・ダット賞 国民の融和に関する長編映画賞受賞 フィルムフェア賞 タミル語映画部門作品賞受賞                                                                                          | [ 113 ]         |
| 1993 | Thiruda Thiruda                 | タミル語       | 製作兼務 | [ 114 ]         |
| 1995 | ボンベイ                        | タミル語       | 製作兼務 ナルギス・ダット賞 国民の融和に関する長編映画賞受賞 フィルムフェア賞 審査員選出作品賞受賞 フィルムフェア賞タミル語映画部門作品賞受賞 フィルムフェア賞タミル語映画部門監督賞受賞 | [ 115 ]         |
| 1997 | ザ・デュオ                      | タミル語       | 製作兼務 | [ 115 ]         |
| 1998 | ディル・セ 心から               | ヒンディー語   | 製作兼務 | [ 116 ] [ 117 ] |
| 2000 | ウェーブ                        | タミル語       | 製作兼務 | [ 117 ]         |
| 2002 | 頬にキス                        | タミル語       | 製作兼務 国家映画賞タミル語長編映画賞受賞 フィルムフェア賞タミル語映画部門監督賞受賞 | [ 117 ]         |
| 2004 | Aayutha Ezhuthu                 | タミル語       | 製作兼務 | [ 118 ]         |
| 2004 | Yuva                            | ヒンディー語   | フィルムフェア賞審査員選出作品賞受賞 フィルムフェア賞 脚本賞受賞 | [ 119 ]         |
| 2007 | Guru                            | ヒンディー語   | 製作兼務 | [ 119 ]         |
| 2010 | ラーヴァン                      | ヒンディー語   | 製作兼務 | [ 120 ]         |
| 2010 | ラーヴァン                      | タミル語       | 製作兼務 | [ 120 ]         |
| 2013 | Kadal                           | タミル語       | 製作兼務 | [ 121 ]         |
| 2015 | O Kadhal Kanmani                | タミル語       | 製作兼務 | [ 122 ]         |
| 2017 | 吹き渡る風に                    | タミル語       | 製作兼務 | [ 123 ]         |
| 2018 | Chekka Chivantha Vaanam         | タミル語       | 製作兼務 | [ 124 ]         |
| 2022 | PS1 黄金の河                    | タミル語       | 製作兼務 国家映画賞タミル語長編映画賞受賞 フィルムフェア賞タミル語映画部門作品賞受賞 フィルムフェア賞タミル語映画部門監督賞受賞                                                          | [ 125 ]         |
| 2023 | PS2 大いなる船出                | タミル語       | 製作兼務 | [ 126 ]         |

#### 製作・脚本
| 年   | 作品                | 製作 | 脚本 | 言語         | 備考                       | 出典            |
| ---- | ------------------- | ---- | ---- | ------------ | -------------------------- | --------------- |
| 1990 | Chatriyan           | Yes  | Yes  | タミル語     |                            | [ 116 ] [ 127 ] |
| 1993 | Dasarathan          | Yes  | No   | タミル語     |                            | [ 128 ]         |
| 1993 | Gaayam              | No   | 原案 | テルグ語     |                            | [ 129 ]         |
| 1995 | インディラ          | No   | Yes  | タミル語     |                            | [ 130 ]         |
| 1995 | Aasai               | Yes  | No   | タミル語     |                            | [ 130 ]         |
| 1997 | Nerrukku Ner        | Yes  | No   | タミル語     |                            | [ 131 ]         |
| 1999 | Taj Mahal           | No   | Yes  | タミル語     |                            | [ 132 ]         |
| 2001 | Dumm Dumm Dumm      | Yes  | Yes  | タミル語     |                            | [ 133 ]         |
| 2002 | Five Star           | Yes  | No   | タミル語     |                            | [ 134 ]         |
| 2002 | Saathiya            | Yes  | Yes  | ヒンディー語 | フィルムフェア賞脚本賞受賞 | [ 135 ]         |
| 2017 | OK Darling          | Yes  | Yes  | ヒンディー語 |                            | [ 136 ]         |
| 2020 | Vaanam Kottattum    | Yes  | Yes  | タミル語     |                            | [ 137 ]         |
| 2020 | Putham Pudhu Kaalai | Yes  | Yes  | タミル語     |                            | [ 138 ]         |

### ドラマシリーズ
| 年   | 作品               | クリエイター | 製作 | 脚本 | 言語     | 放送局  | 備考 | 出典 |
| ---- | ------------------ | ------------ | ---- | ---- | -------- | ------- | ---- | ---- |
| 2021 | ナヴァラサ:9つの心 | Yes          | Yes  | Yes  | タミル語 | Netflix |      |      |

## 受賞歴
| 年                                                   | 部門                                            | 作品                                | 結果       | 出典                    |
| 栄典                                                 | 栄典                                            | 栄典                                | 栄典       | 栄典                    |
| ---------------------------------------------------- | ----------------------------------------------- | ----------------------------------- | ---------- | ----------------------- |
| 1995年                                               | カライマーマニ賞                                | N/A                                 | 受賞       | [ 139 ]                 |
| 2002年                                               | パドマ・シュリー勲章                            | N/A                                 | 受賞       | [ 140 ]                 |
| 国家映画賞                                           |                                                 |                                     |            |                         |
| 1987年                                               | タミル語長編映画賞                              | 『沈黙の旋律』                      | 受賞       | [ 141 ]                 |
| 1990年                                               | 健全な娯楽を提供する大衆映画賞                  | 『Geethanjali』                     | 受賞       | [ 142 ]                 |
| 1991年                                               | タミル語長編映画賞                              | 『アンジャリ』                      | 受賞       | [ 143 ]                 |
| 1993年                                               | ナルギス・ダット賞 国民の融和に関する長編映画賞 | 『ロージャー』                      | 受賞       | [ 144 ]                 |
| 1996年                                               | ナルギス・ダット賞 国民の融和に関する長編映画賞 | 『ボンベイ』                        | 受賞       | [ 145 ]                 |
| 2003年                                               | タミル語長編映画賞                              | 『頬にキス』                        | 受賞       | [ 146 ]                 |
| 2024年                                               | タミル語長編映画賞                              | 『PS1 黄金の河』                    | 受賞       | [ 147 ]                 |
| フィルムフェア賞                                     |                                                 |                                     |            |                         |
| 1996年                                               | 審査員選出作品賞                                | 『ボンベイ』                        | 受賞       | [ 148 ]                 |
| 2003年                                               | 脚本賞                                          | 『Saathiya』                        | 受賞       | [ 148 ]                 |
| 2005年                                               | 審査員選出作品賞                                | 『Yuva』                            | 受賞       | [ 148 ]                 |
| 2005年                                               | 脚本賞                                          | 『Yuva』                            | 受賞       | [ 148 ]                 |
| 2007年                                               | 作品賞                                          | 『Guru』                            | ノミネート | [ 148 ]                 |
| 2007年                                               | 監督賞                                          | 『Guru』                            | ノミネート | [ 148 ]                 |
| 2007年                                               | 原案賞                                          | 『Guru』                            | ノミネート | [ 148 ]                 |
| フィルムフェア賞 南インド映画部門                    |                                                 |                                     |            |                         |
| 1987年                                               | タミル語映画部門作品賞                          | 『沈黙の旋律』                      | ノミネート | [ 149 ]                 |
| 1987年                                               | タミル語映画部門監督賞                          | 『沈黙の旋律』                      | 受賞       | [ 149 ]                 |
| 1988年                                               | タミル語映画部門作品賞                          | 『ナヤカン/顔役』                   | ノミネート |                         |
| 1988年                                               | タミル語映画部門監督賞                          | 『ナヤカン/顔役』                   | ノミネート |                         |
| 1989年                                               | タミル語映画部門作品賞                          | 『Agni Natchathiram』               | 受賞       |                         |
| 1989年                                               | タミル語映画部門監督賞                          | 『Agni Natchathiram』               | ノミネート |                         |
| 1990年                                               | テルグ語映画部門監督賞                          | 『Geethanjali』                     | 受賞       | [ 150 ]                 |
| 1991年                                               | タミル語映画部門作品賞                          | 『アンジャリ』                      | ノミネート |                         |
| 1991年                                               | タミル語映画部門監督賞                          | 『アンジャリ』                      | 受賞       |                         |
| 1993年                                               | タミル語映画部門作品賞                          | 『ダラパティ 踊るゴッドファーザー』 | ノミネート | [ 151 ]                 |
| 1993年                                               | タミル語映画部門監督賞                          | 『ダラパティ 踊るゴッドファーザー』 | 受賞       | [ 151 ]                 |
| 1993年                                               | タミル語映画部門作品賞                          | 『ロージャー』                      | 受賞       |                         |
| 1993年                                               | タミル語映画部門監督賞                          | 『ロージャー』                      | ノミネート |                         |
| 1996年                                               | タミル語映画部門作品賞                          | 『ボンベイ』                        | 受賞       | [ 152 ]                 |
| 1996年                                               | タミル語映画部門監督賞                          | 『ボンベイ』                        | 受賞       | [ 152 ]                 |
| 1998年                                               | タミル語映画部門作品賞                          | 『ザ・デュオ』                      | ノミネート |                         |
| 1998年                                               | タミル語映画部門監督賞                          | 『ザ・デュオ』                      | ノミネート |                         |
| 2001年                                               | タミル語映画部門作品賞                          | 『ウェーブ』                        | ノミネート |                         |
| 2001年                                               | タミル語映画部門監督賞                          | 『ウェーブ』                        | ノミネート |                         |
| 2003年                                               | タミル語映画部門作品賞                          | 『頬にキス』                        | ノミネート | [ 153 ]                 |
| 2003年                                               | タミル語映画部門監督賞                          | 『頬にキス』                        | 受賞       | [ 153 ]                 |
| 2016年                                               | タミル語映画部門作品賞                          | 『O Kadhal Kanmani』                | ノミネート | [ 154 ]                 |
| 2016年                                               | タミル語映画部門監督賞                          | 『O Kadhal Kanmani』                | ノミネート | [ 154 ]                 |
| 2019年                                               | タミル語映画部門作品賞                          | 『Chekka Chivantha Vaanam』         | ノミネート | [ 155 ]                 |
| 2019年                                               | タミル語映画部門監督賞                          | 『Chekka Chivantha Vaanam』         | ノミネート | [ 155 ]                 |
| 2023年                                               | タミル語映画部門作品賞                          | 『PS1 黄金の河』                    | 受賞       | [ 92 ]                  |
| 2023年                                               | タミル語映画部門監督賞                          | 『PS1 黄金の河』                    | 受賞       | [ 92 ]                  |
| 2024年                                               | タミル語映画部門作品賞                          | 『PS2 大いなる船出』                | ノミネート | [ 93 ]                  |
| 2024年                                               | タミル語映画部門監督賞                          | 『PS2 大いなる船出』                | ノミネート | [ 93 ]                  |
| 南インド国際映画賞                                   |                                                 |                                     |            |                         |
| 2016年                                               | タミル語映画部門作品賞                          | 『O Kadhal Kanmani』                | ノミネート |                         |
| 2016年                                               | タミル語映画部門監督賞                          | 『O Kadhal Kanmani』                | ノミネート |                         |
| 2023年                                               | タミル語映画部門作品賞                          | 『PS1 黄金の河』                    | ノミネート |                         |
| 2023年                                               | タミル語映画部門監督賞                          | 『PS1 黄金の河』                    | ノミネート |                         |
| 2024年                                               | タミル語映画部門作品賞                          | 『PS2 大いなる船出』                | ノミネート | [ 156 ]                 |
| 2024年                                               | タミル語映画部門監督賞                          | 『PS2 大いなる船出』                | ノミネート | [ 156 ]                 |
| 国際インド映画アカデミー賞                           |                                                 |                                     |            |                         |
| 2008年                                               | 作品賞                                          | 『Guru』                            | ノミネート | [ 157 ]                 |
| 2008年                                               | 監督賞                                          | 『Guru』                            | ノミネート | [ 157 ]                 |
| IIFAウトサヴァム                                     |                                                 |                                     |            |                         |
| 2024年                                               | タミル語映画部門作品賞                          | 『PS2 大いなる船出』                | ノミネート | [ 158 ] [ 159 ]         |
| 2024年                                               | タミル語映画部門監督賞                          | 『PS2 大いなる船出』                | 受賞       | [ 158 ] [ 159 ]         |
| カルナータカ州映画賞                                 |                                                 |                                     |            |                         |
| 1982-83年                                            | 脚本賞                                          | 『パッラヴィ・アヌ・パッラヴィ』    | 受賞       | [ 13 ]                  |
| タミル・ナードゥ州映画賞                             |                                                 |                                     |            |                         |
| 1990年                                               | 第3位作品賞                                     | 『Agni Natchathiram』               | 受賞       | [ 160 ]                 |
| 1992年                                               | 監督賞                                          | 『ロージャー』                      | 受賞       | [ 160 ]                 |
| 2002年                                               | 第2位作品賞                                     | 『頬にキス』                        | 受賞       | [ 160 ]                 |
| 2002年                                               | 監督賞                                          | 『頬にキス』                        | 受賞       | [ 160 ]                 |
| テランガーナ・ガッダル映画賞                         |                                                 |                                     |            |                         |
| 2025年                                               | パイディ・ジャイラージ賞                        | N/A                                 | 受賞       | [ 161 ]                 |
| ナンディ賞                                           |                                                 |                                     |            |                         |
| 1989年                                               | 作品賞                                          | 『Geethanjali』                     | 受賞       | [ 162 ]                 |
| 1989年                                               | 原案賞                                          | 『Geethanjali』                     | 受賞       | [ 162 ]                 |
| ヴィジャイ・アワード                                 |                                                 |                                     |            |                         |
| 2008年                                               | シュヴァリエ・シヴァージ・ガネーサン賞          | N/A                                 | 受賞       | [ 163 ]                 |
| 2011年                                               | フェイバリット監督賞                            | 『ラーヴァン』                      | ノミネート |                         |
| 国際タミル映画賞                                     |                                                 |                                     |            |                         |
| 2003年                                               | 作品賞                                          | 『頬にキス』                        | 受賞       | [ 164 ]                 |
| 2003年                                               | 監督賞                                          | 『頬にキス』                        | 受賞       | [ 164 ]                 |
| ジー・シネ・アワード                                 |                                                 |                                     |            |                         |
| 2008年                                               | 作品賞                                          | 『Guru』                            | ノミネート | [ 165 ]                 |
| 2008年                                               | 監督賞                                          | 『Guru』                            | ノミネート | [ 165 ]                 |
| シネマ・エクスプレス賞                               |                                                 |                                     |            |                         |
| 1986年                                               | タミル語映画部門監督賞                          | 『沈黙の旋律』                      | 受賞       | [ 166 ]                 |
| 1987年                                               | タミル語映画部門監督賞                          | 『ナヤカン/顔役』                   | 受賞       | [ 167 ]                 |
| 1988年                                               | タミル語映画部門作品賞                          | 『Agni Natchathiram』               | 受賞       | [ 168 ]                 |
| 1990年                                               | タミル語映画部門作品賞                          | 『アンジャリ』                      | 受賞       | [ 169 ]                 |
| 1990年                                               | タミル語映画部門監督賞                          | 『アンジャリ』                      | 受賞       | [ 169 ]                 |
| 1992年                                               | タミル語映画部門監督賞                          | 『ロージャー』                      | 受賞       | [ 170 ]                 |
| 1995年                                               | タミル語映画部門作品賞                          | 『ボンベイ』                        | 受賞       | [ 171 ]                 |
| 1995年                                               | タミル語映画部門監督賞                          | 『ボンベイ』                        | 受賞       | [ 171 ]                 |
| 2002年                                               | タミル語映画部門作品賞                          | 『頬にキス』                        | 受賞       | [ 172 ]                 |
| 2002年                                               | タミル語映画部門監督賞                          | 『頬にキス』                        | 受賞       | [ 172 ]                 |
| スター・スクリーン・アワード                         |                                                 |                                     |            |                         |
| 2005年                                               | 作品賞                                          | 『Yuva』                            | ノミネート | [ 173 ] [ 174 ] [ 175 ] |
| 2005年                                               | 監督賞                                          | 『Yuva』                            | ノミネート | [ 173 ] [ 174 ] [ 175 ] |
| 2005年                                               | 脚本賞                                          | 『Yuva』                            | ノミネート | [ 173 ] [ 174 ] [ 175 ] |
| ベンガル映画ジャーナリスト協会賞                     |                                                 |                                     |            |                         |
| 1996年                                               | 年間活動賞                                      | 『ボンベイ』                        | 受賞       |                         |
| ノルウェー・タミル映画祭賞                           |                                                 |                                     |            |                         |
| 2023年                                               | 監督賞                                          | 『PS1 黄金の河』                    | 受賞       | [ 176 ]                 |
| インディアン・フィルム・フェスティバル・ロサンゼルス |                                                 |                                     |            |                         |
| 2003年                                               | 作品賞                                          | 『頬にキス』                        | 受賞       | [ 70 ]                  |
| ヴェネツィア国際映画祭                               |                                                 |                                     |            |                         |
| 2010年                                               | 監督・ばんざい!賞                               | 『ラーヴァン』                      | 受賞       | [ 177 ]                 |
| エディンバラ国際映画祭                               |                                                 |                                     |            |                         |
| 1995年                                               | ガラ賞                                          | 『ボンベイ』                        | 受賞       | [ 49 ]                  |
| エルサレム国際映画祭                                 |                                                 |                                     |            |                         |
| 1995年                                               | 魂の自由賞                                      | 『ボンベイ』                        | 受賞       | [ 48 ]                  |
| 2002年                                               | 魂の自由賞                                      | 『頬にキス』                        | 受賞       | [ 69 ]                  |
| ジンバブエ国際映画祭                                 |                                                 |                                     |            |                         |
| 2002年                                               | 作品賞                                          | 『頬にキス』                        | 受賞       | [ 175 ]                 |
| ベオグラード映画祭                                   |                                                 |                                     |            |                         |
| 1997年                                               | 作品賞                                          | 『ザ・デュオ』                      | 受賞       | [ 51 ]                  |
| ベルリン国際映画祭                                   |                                                 |                                     |            |                         |
| 1999年                                               | アジア映画賞                                    | 『ディル・セ 心から』               | 受賞       | [ 59 ]                  |
| モスクワ国際映画祭                                   |                                                 |                                     |            |                         |
| 1993年                                               | 聖ゲオルギー金賞                                | 『ロージャー』                      | ノミネート | [ 39 ]                  |

## 伝記
- Nagappan, Ramu (1 December 2011). Speaking Havoc: Social Suffering and South Asian Narratives. University of Washington Press. ISBN 978-0-295-80171-1.  オリジナルの13 August 2018時点におけるアーカイブ。 2016年9月22日閲覧。
- Thoraval, Yves (1 February 2000). The cinemas of India. Macmillan India. ISBN 978-0-333-93410-4.  オリジナルの31 December 2013時点におけるアーカイブ。 2016年9月22日閲覧。
- Film. British Federation of Film Societies. (1994).  オリジナルの12 December 2013時点におけるアーカイブ。 2016年9月22日閲覧。
- National Film Development Corporation of India (NFDC), Directorate of Film Festivals (1988). Indian cinema. Directorate of Film Festivals, Ministry of Information and Broadcasting
- Chaudhuri, Shohini (2005). “Cinema of South India and Sri Lanka”. Contemporary world cinema: Europe, the Middle East, East Asia and South Asia. Edinburgh University Press. pp. 199. ISBN 9780748617999
- “1994 India”. India Today (Aroon Purie for Living Media India Ltd) 21. (1994).
- “1988 India”. India Today (Living Media India Limited) 13:  96. (1988).  オリジナルの12 December 2013時点におけるアーカイブ。 2016年9月22日閲覧。.
- Gopalan, Lalitha (2005). Bombay: BFI Film Classics. BFI Publishing. ISBN 978-0-85170-956-7
- Rangan, Baradwaj (2014). Conversations with Mani Ratnam. Penguin Books Limited. ISBN 978-81-8475-690-6
- Rangan, Baradwaj; Sachidanandam, Aravindh (2014). Maniratnam Padaippugal or Uraiyadal. Kizhakku Pathippagam. ISBN 9789351351573